# Бојан Торбица
Бојан Торбица (рођен 25. јула 1974. у Новом Саду) је српски политичар и правник, тренутни председник Покрета социјалиста и народни посланик у Народној скупштини Републике Србије од 2016. године.

## Рани живот и образовање
Торбица је рођен у Новом Саду, у тадашњој Социјалистичкој Републици Србији, СФР Југославија. Дипломирао је на Правном факултету Универзитета у Новом Саду. Године 2002. преселио се у Темерин, где је радио као директор Радио Темерина, а потом као директор Културног центра "Лукијан Мушицки". Тренутно живи у Бачком Јарку, општина Темерин.

## Политичка каријера

### Локална политика
Покрет социјалиста је од 2010. године у коалицији са Српском напредном странком (СНС). На локалним изборима 2012. године, Торбица је изабран за одборника у Скупштини општине Темерин са заједничке листе са СНС-ом. У јануару 2013. године, именован је за једног од четири заменика градоначелника Новог Сада, задуженог за привреду, на којој функцији је остао до избора у парламент 2016. године. На локалним изборима 2020. године, поново је изабран за одборника у Темерину и тренутно је шеф одборничке групе Покрета социјалиста у општинској скупштини.

### Покрајинска политика
Торбица је био председник покрајинског одбора Покрета социјалиста за Војводину.

### Републичка политика
На парламентарним изборима 2016. године, Торбица је изабран за народног посланика на листи коалиције предвођене СНС-ом. Током мандата од 2016. до 2020. године, био је члан Одбора за уставна и законодавна питања и Одбора за рад, социјална питања, социјално укључивање и смањење сиромаштва. Поново је изабран за посланика на изборима 2020. године и тренутно је члан Одбора за просторно планирање, саобраћај, инфраструктуру и телекомуникације, као и председник Посланичке групе пријатељства са Хрватском.

## Напад у Косовској Митровици
У јануару 2017. године, Торбица је физички нападнут од стране непознатих нападача у северном делу Косовске Митровице.